# Luís de Loureiro de Queirós Cardoso do Couto Leitão
Luís de Loureiro de Queirós Cardoso do Couto Leitão ComC (Viseu, 20 de Outubro de 1785 - Viseu, 23 de Fevereiro de 1853), 1.° Barão de Prime, foi um empresário agrícola e político português.

## Biografia
Filho de Manuel de Loureiro de Queirós Cardoso de Abreu Castelo Branco (Alvelos, Cavernães, Viseu, 31 de Março de 1747 - Oriental, Viseu, 28 de fevereiro de 1828), Senhor da Casa de Prime, em Viseu, e de vários outros Vínculos, não só no Distrito de Viseu como noutras partes do País, e Capitão-Mor de Viseu, e de sua mulher e prima Maria de Mesquita de Loureiro de Sousa Cardoso de Sampaio, ambos descendentes de primos de Luís de Loureiro.
A 2 de Março de 1828 sucedeu na grande Casa de seu pai como Senhor da Casa de Prime, em Viseu, e de vários outros Vínculos, não só no Distrito de Viseu como noutras partes do País, etc.
Foi Administrador-Geral (cargo que depois veio a ser o de Governador Civil) Interino do Distrito de Viseu de 6 de Outubro de 1836 a 6 de Agosto de 1839.
Comendador da Ordem Militar de Cristo, recebeu o título de 1.° Barão de Prime por Decreto de D. Maria II de Portugal de 3/20 de Junho de 1837. Armas: escudo esquartelado, o 1.° de Loureiro de Luís de Loureiro, o 2.° de Queirós, o 3.° Cardoso e o 4.° Leitão; timbre: de Loureiro de Luís de Loureiro; Coroa: de Barão.
Foi eleito Senador do Reino a 12 de Agosto de 1838, pelo Círculo Eleitoral de Lisboa, para a Legislatura de 1838-1840. Fez parte da Comissão de Administração Pública que deu, a 11 de Julho de 1840, o Parecer sobre a sustentação dos expostos. Foi excluído, em 1840, da Câmara dos Senadores, em virtude do sorteio para a nova Legislatura.
Casou a 7 de Outubro de 1842 com Maria da Glória Teixeira de Carvalho e Sampaio da Rocha Pinto Velho (20 de Outubro de 1826 - ?), filha herdeira de António Teixeira de Carvalho e Sampaio, Moço Fidalgo da Casa Real com exercício no Paço, Senhor de Vínculos e Cavaleiro da Ordem de Cristo, e de sua mulher Maria Tomásia da Rocha Pinto Velho da Silva, da qual teve um único filho, Luís de Loureiro de Queirós Cardoso do Couto Leitão Teixeira, 1.° Visconde de Loureiro. Sua viúva passou a segundas núpcias com José Porfírio de Campos Rebelo, 2.° Barão de Prime, 1.° Visconde de Prime e 1.° Conde de Prime.

## Genealogia
┌── Francisco Rodrigues Leitão
┌── Jerónimo Leitão de Abreu Castelo Branco
└── Joana de Távora
┌── Manuel de Loureiro de Queirós Cardoso de Abreu Castelo Branco
┌── Miguel Couto Amaral
└── Engrácia Inocência de Mesquita dos Serafins Castelo Branco
└── Maria de Mesquita
Luís de Loureiro de Queirós Cardoso do Couto Leitão
┌── Miguel do Couto do Amaral
┌── Simão de Mesquita Cardoso de Loureiro Castelo Branco
└── Maria de Mesquita de Castelo Branco
└── Maria de Mesquita de Loureiro de Sousa Cardoso de Sampaio
┌── Francisco da Silva de Oliveira Melo e Lemos Castelo Branco
└── Sebastiana Joaquina Peregrina da Silva e Melo Castelo Branco
└── Leonarda Helena de Sousa e Melo